# Jesús Méndez
Jesús David José Méndez (ur. 1 sierpnia 1984 w San Rafael) – argentyński piłkarz występujący na pozycji pomocnika. Zawodnik klubu Rosario Central, do którego jest wypożyczony z Boca Juniors.

## Kariera klubowa
Méndez zawodową karierę rozpoczynał w 2004 roku w zespole River Plate z Primera División Argentina. W tych rozgrywkach zadebiutował 25 sierpnia 2004 roku w wygranym 1:0 pojedynku z Argentinos Juniors. Na początku 2006 roku został wypożyczony do ekipy Olimpo, także grającej w Primera División. Grał tam do końca sezonu 2005/2006. W połowie 2006 roku wrócił do River Plate, gdzie spędził jeszcze pół roku.
W styczniu 2007 roku Méndez podpisał kontrakt ze szwajcarskim FC St. Gallen. W Swiss Super League pierwszy mecz zaliczył tam 18 lutego 2007 roku przeciwko FC Sion (2:0). W St. Gallen grał przez rok.
Na początku 2008 roku wrócił do Argentyny, gdzie został graczem klubu Rosario Central (Primera División). Zadebiutował tam 24 lutego 2008 roku w wygranym 2:0 spotkaniu z Independiente. 8 marca 2009 roku w wygranym 3:1 pojedynku z San Lorenzo de Almagro strzelił pierwszego gola w Primera División. W Rosario występował przez 2 lata.
W styczniu 2010 roku Méndez odszedł do Boca Juniors, także grającego w Primera División. Ligowy debiut zanotował tam 1 lutego 2010 roku przeciwko Argentinos Juniors (2:2). Na początku 2011 roku został wypożyczony do Rosario Central z Primera B Nacional.

## Kariera reprezentacyjna
W reprezentacji Argentyny Méndez zadebiutował 1 października 2009 roku w wygranym 2:0 towarzyskim meczu z Ghaną.